# 維提之家

龐貝城地圖。以紅色標記維提之家

維提之家（House of the Vettii）是位於羅馬城鎮龐貝城的一棟多姆斯，在公元79年維蘇威火山爆發後被保存下來。這棟房子是以其兩位事業成功的自由民屋主名稱來命名的，分別為奧古斯都教友會成員「奧盧斯·維提烏斯·康維瓦」（Aulus Vettius Conviva）以及「奧盧斯·維提烏斯·雷絲提圖圖斯」（Aulus Vettius Restitutus）。該遺址經精心挖掘幾乎將所有的壁畫保存了下來，這些壁畫完成於公元62年地震後，藝術史學家稱這些壁畫的樣式為龐貝第四風格。維提之家位於region VI，靠近維蘇威門（Vesuvian Gate），與Vicolo di Mercurio和Vicolo dei Vettii接壤。這棟房子在龐貝屬於大型的多姆斯，範圍橫跨整個block 15的南段。這棟房子的平面設計是典型的羅馬多姆斯，但未包括客廳（tablinum）。有12個神話場景分佈在四間小臥房（Cubiculum）和一間臥躺餐廳（triclinium）中。

## 平面圖

平面圖

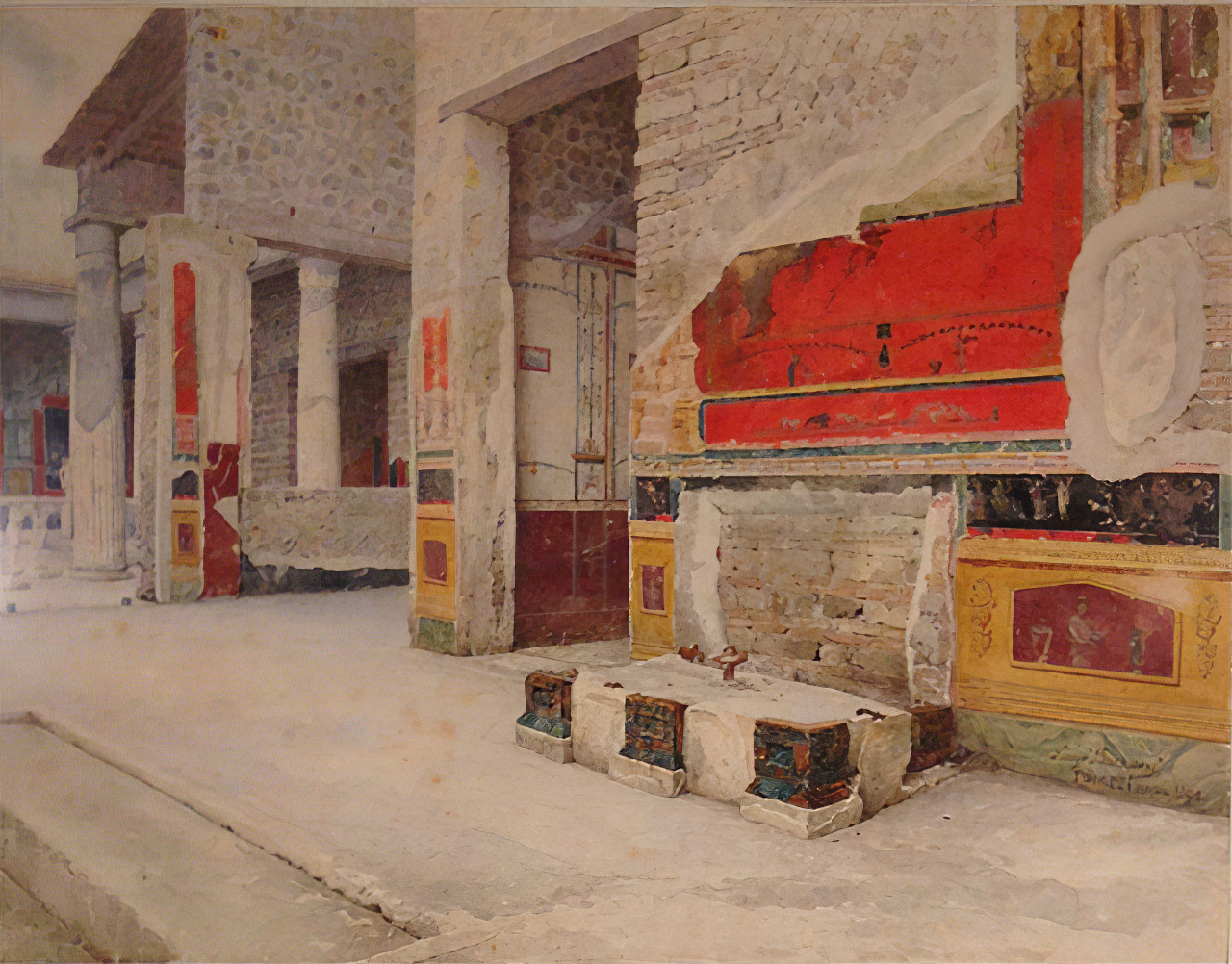
龐貝，維提之家VI 15 1的中庭，路易吉·巴扎尼（Luigi Bazzani）1895年繪

維提之家的平面圖通常分為五個主要部分：大中庭（atrium）、小中庭、大列柱中庭（peristyle）、小列柱中庭和商店。這棟房子設有大花園、主要起居區、僕人區。服務區以小中庭為中心，而主要住戶則留在大中庭周圍。房子的主要部分有兩個入口，主入口位於東立面，從Vicolo dei Vettii進入，第二個入口從南立面的Vicolo di Mercurio進入。此外，東立面有5個小窗戶， 南立面有2個垂直的窄窗， 西立面有1個小窗戶。 
小中庭和小列柱中庭位於房子的北區。 大中庭周圍有四間小臥房（最有可能屬於房子的主要住戶），兩間廂房（alae）和一間冬季臥躺餐廳（triclinium）。從主入口進入中庭，必須經過窄通道（fauces）和前庭（vestibulum）。小中庭周圍有四間房間，據信這些房間曾給僕人使用以及作為儲藏室。廚房也位於小中庭附近，還有一間讓廚師居住的小臥房，以及一間用來從屋頂開口處收集雨水的天井 。小中庭的東南角還發現了一個樓梯，但二樓已不復存在。
房子裡有兩個服務區，第一個服務區以小中庭為中心。第二個服務區可以從房子的主中庭進入，也可以從南立面的 Vicolo di Mercurio 進入。在這裡有一扇大門通向商店，也就是所謂的店鋪單元（taberna）。牲口是通過這扇大門運送，並停放在商店內。 除了商店之外，還有一間房間和溝型廁所。
當視線穿過主入口和大中庭，可以看到被大列柱中庭包圍的後花園。從旁觀望列柱中庭會看到兩間臥躺餐廳、一間招待室（oecus）和兩間儲藏室。房子裡的大部分房間都通向前廳或後花園。小列柱中庭位於房子的北邊。在小列柱中庭旁是一間臥躺餐廳和一間小臥房。

維提之家的獨特之處在於不包括客廳（tablinum）。

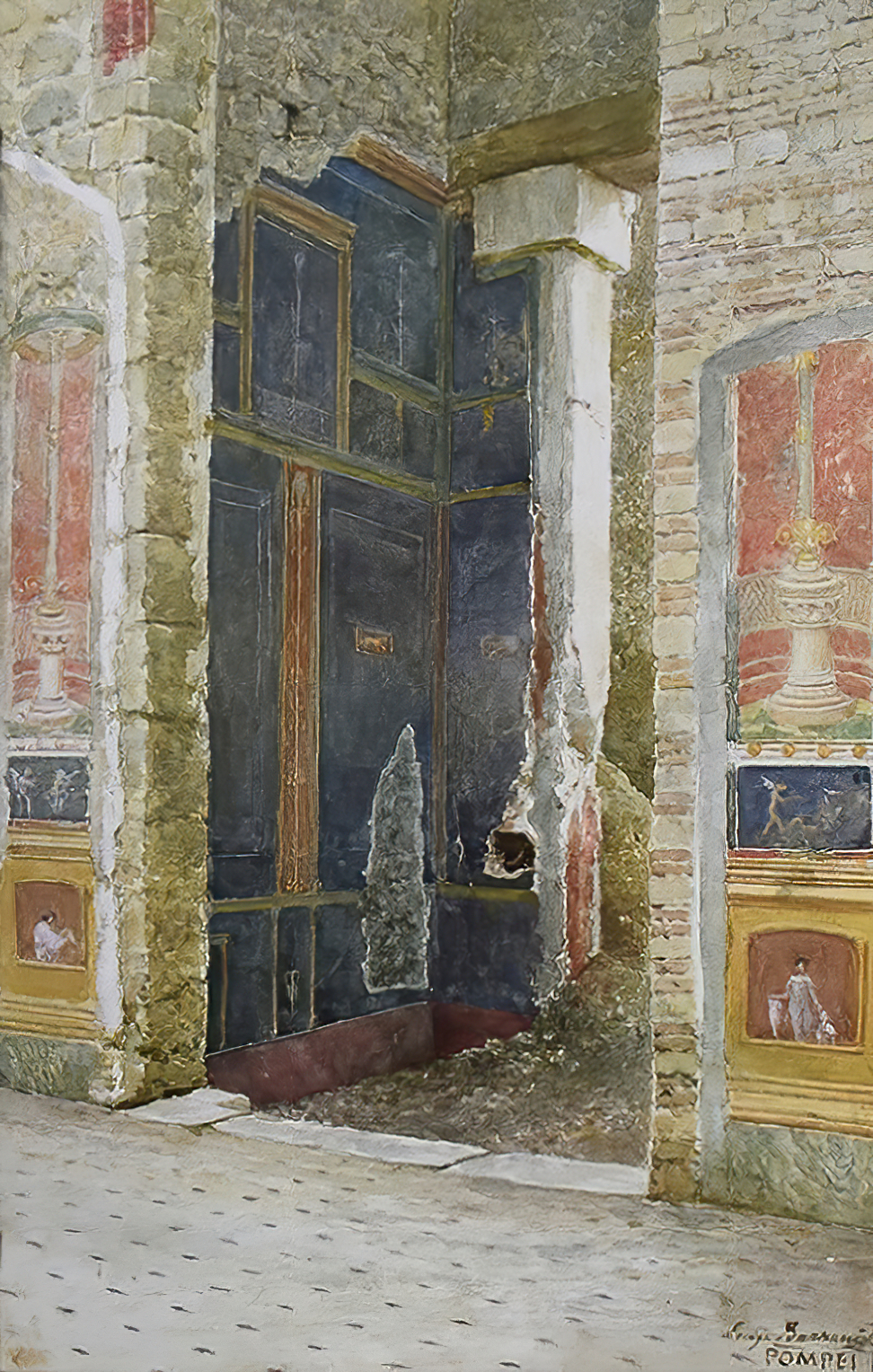
路易吉·巴扎尼在1927年之前畫的维提之家（水彩）

## 繪畫
維提之家擁有大量龐貝第四風格的壁畫，有十二幅描繪神話場景的面板殘存至今，這些壁畫屬於由前三種風格結合而成的第四風格。首先是第一龐貝風格的標誌，在牆的底部可看到一圈假的彩色大理石。其次是熱衷於創造幻想的場景，尤其在上圈和神話場景中十分顯著，這借鑒了第二風格。最後是第三風格，該風格表現在繪製了脫離現實的細柱來支撐上圈壁畫。第四風格的新穎之處在於神話場景，其中有十二幅作品留在維提之家。 據信這些場景是從希臘原型作品複製而來的，但沒有留存至今的希臘繪畫可供比較。十二幅面板畫位於兩間列柱中庭花園旁的臥躺餐廳，以及一間小列柱中庭旁的臥躺餐廳，其餘的則位於主入口左側的臥躺餐廳和小臥房。這些繪畫結合創作神靈獎懲的主題，其中一幅特別展示了朱庇特（宙斯）和他的兒子作為世界秩序執法者的力量。
除了十二幅神話畫作之外，維提之家還展出了許多其它藝術品。最著名的是兩件對生育之神普里阿普斯的描繪作品。普里阿普斯的第一件作品是門口的壁畫，這幅畫描繪了普里阿普斯在一組秤上秤重其陽具。第二件作品是第一件的鏡像，但卻是以大理石製作。

## 圖庫

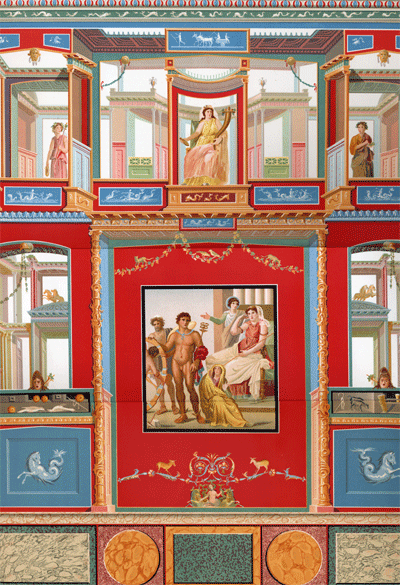
「伊克西翁房間」（Ixion room）內的維多利亞風格繪畫
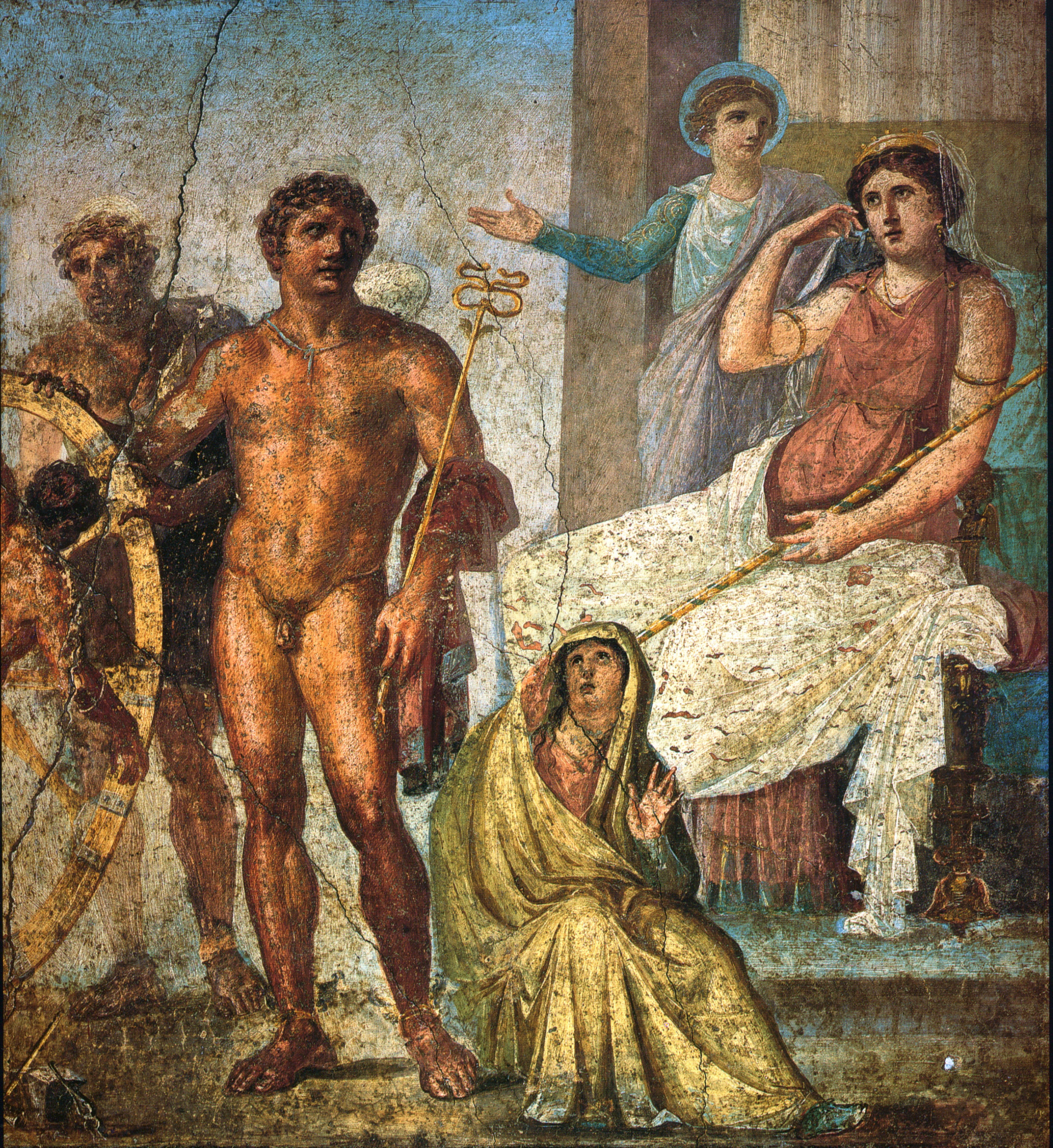
龐貝城維提之家的伊克西翁之罰的特寫
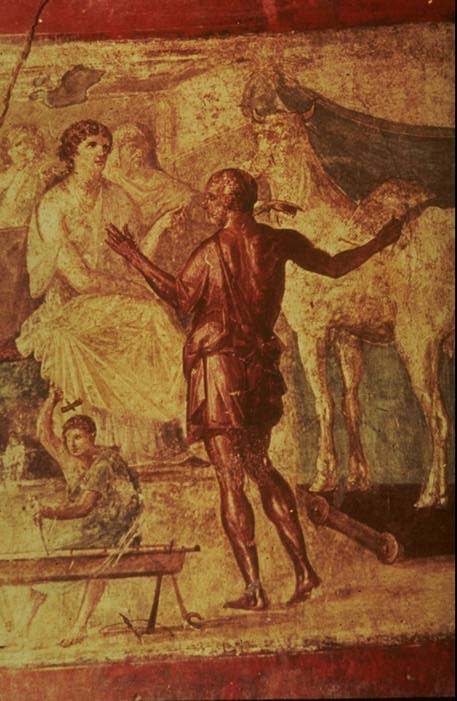
龐貝維提之家的代達洛斯和帕西淮
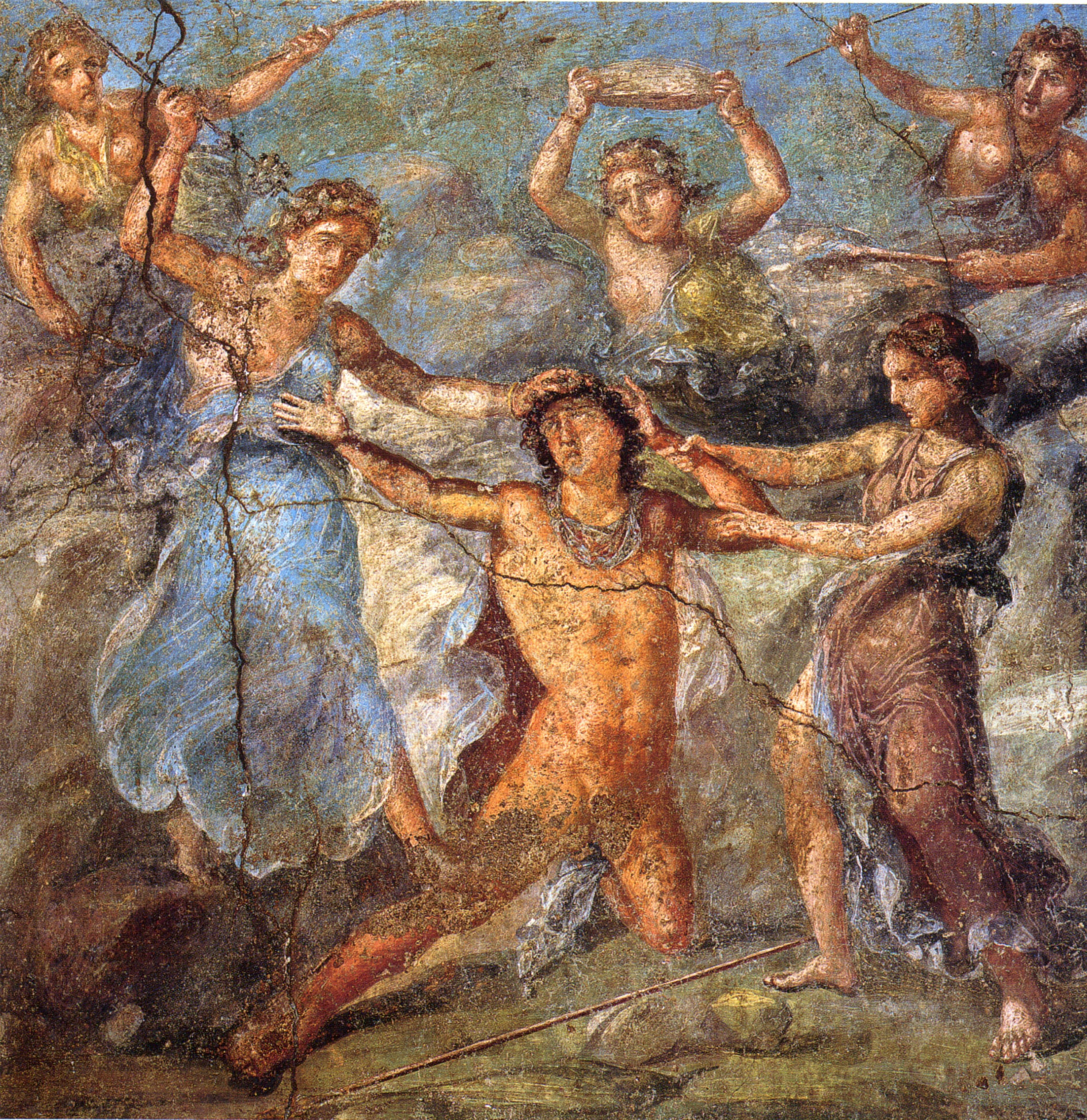
彭透斯之死
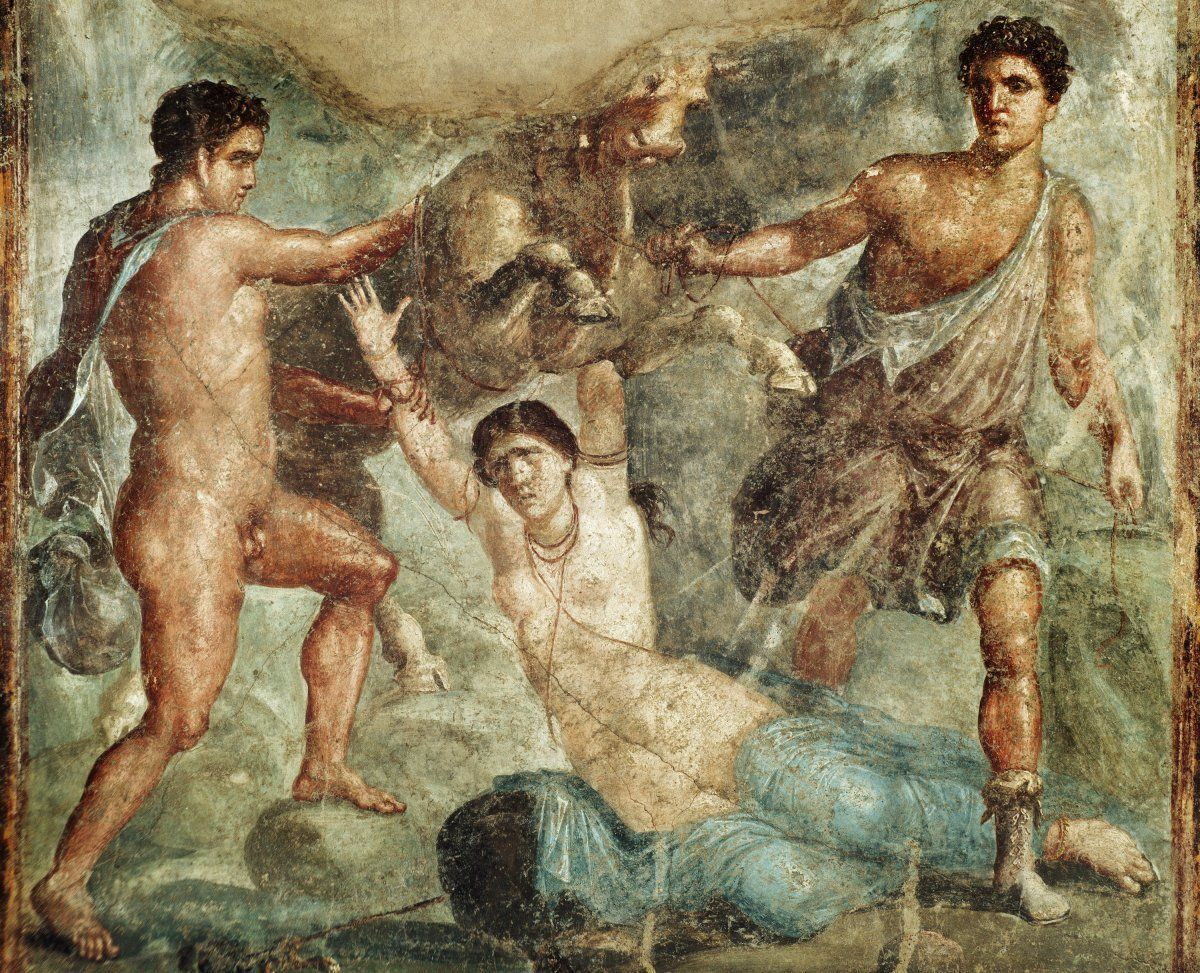
狄耳刻（Dirce）之罰
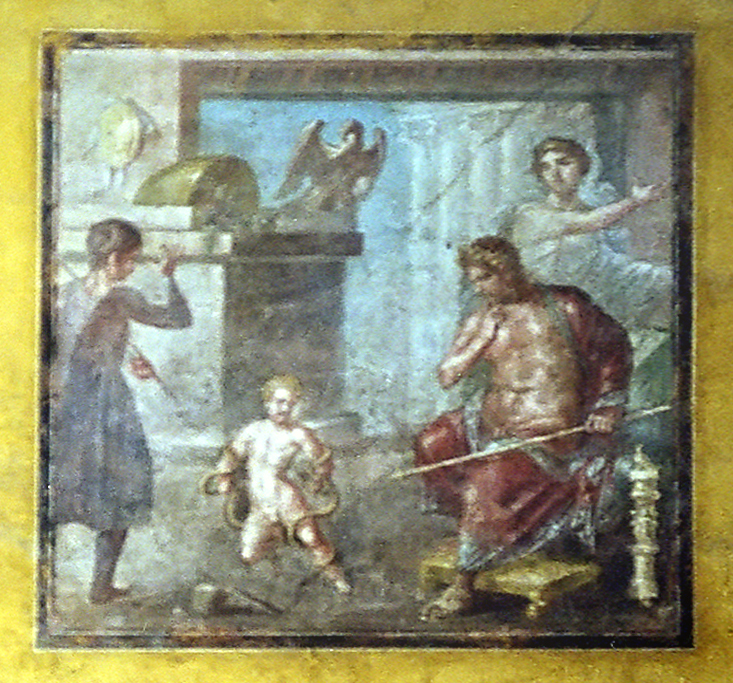
嬰兒赫拉克勒斯扼死蛇
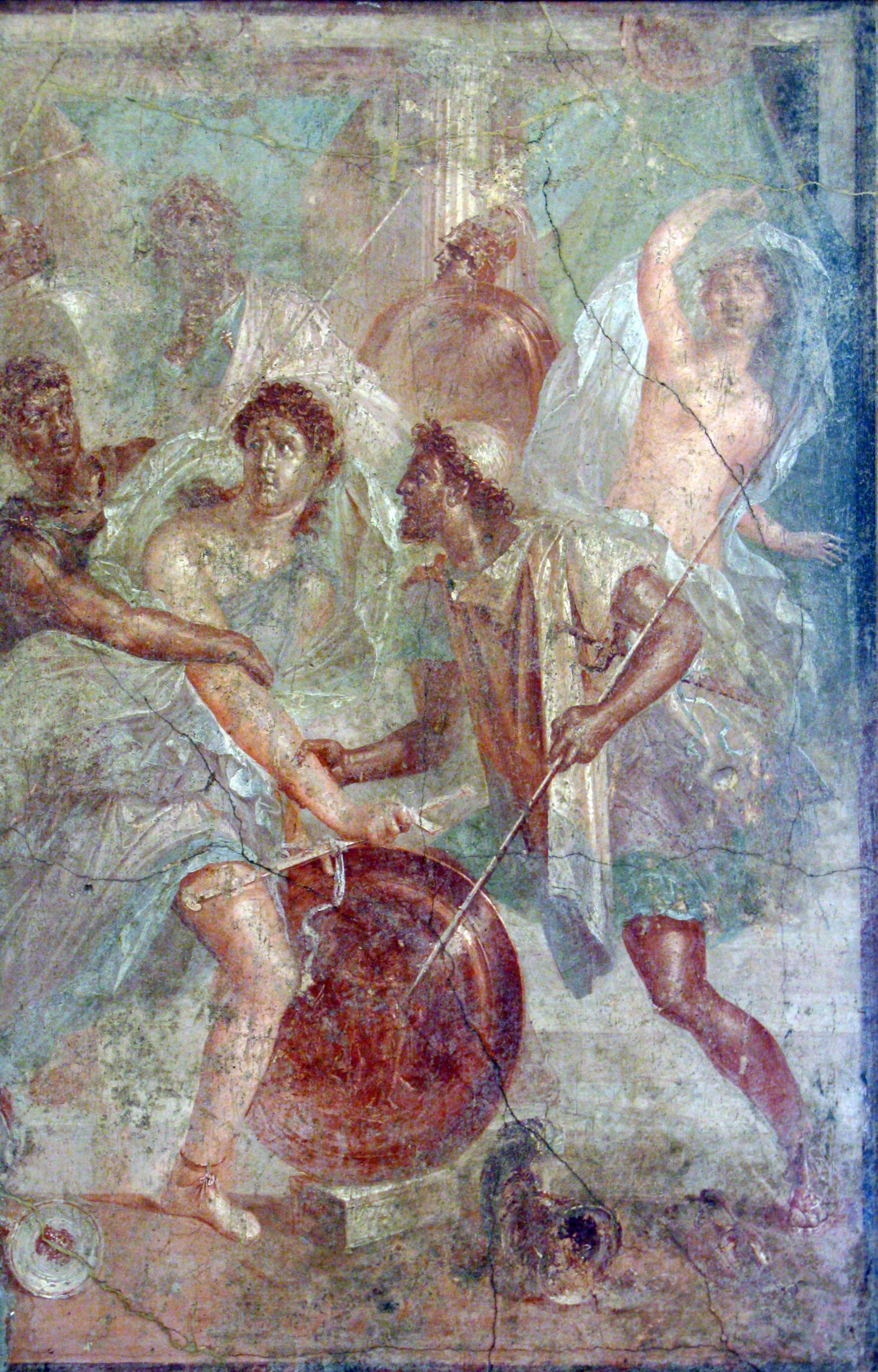
特寫: 維提之家的阿基里斯
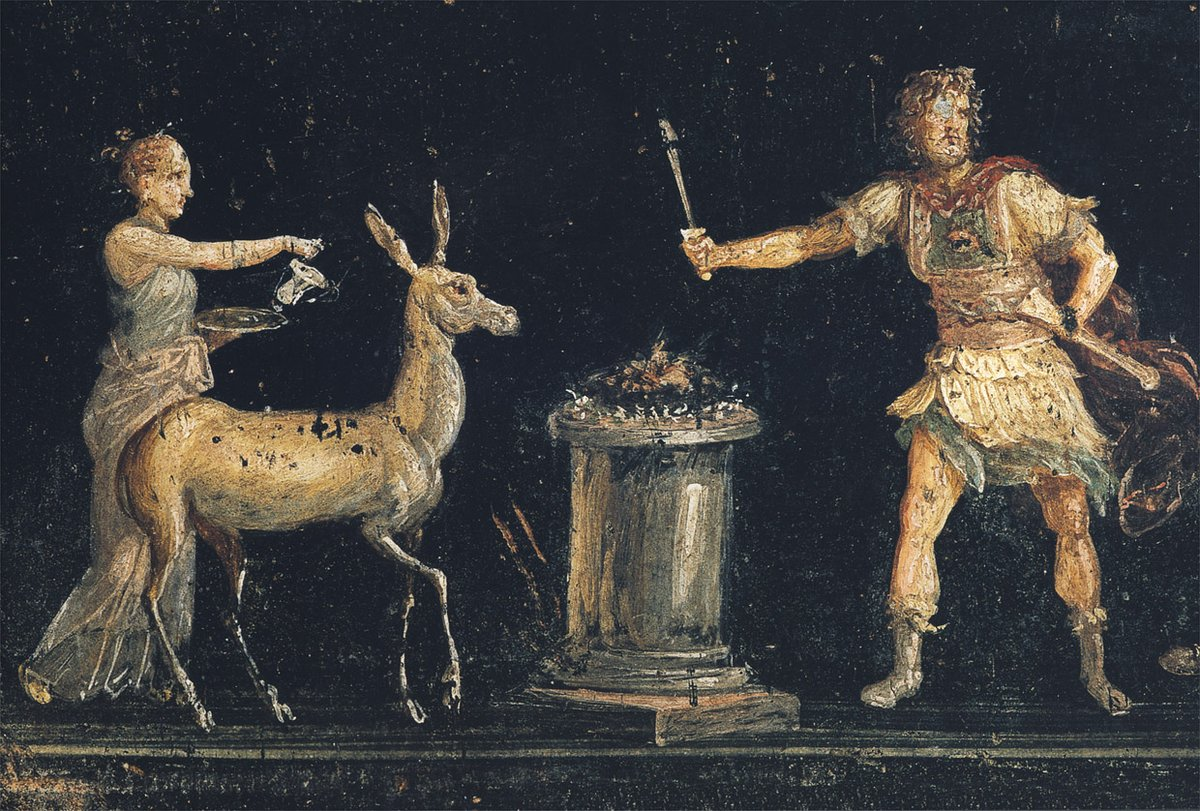
一幅古代第四龐貝風格的羅馬壁畫，描繪了祭奠戴安娜女神的場景；她伴隨著一隻鹿。這幅壁畫是在義大利龐貝的維提之家的臥躺餐廳中發現的。

## 筆記
1. ↑  Their identity was preserved in campaign-slogan graffiti on the street front of the house. Two inscribed signet rings were also found.
2. ↑  The House of the Vettii was not one of the eighteenth-century discoveries, which were rifled for their museum-worthy objects. It was excavated between September 1894 and January 1896. There is evidence that the house was disturbed, perhaps looted, shortly after the eruption.
3. ↑  Beth, Severy-Hoven. . Gender & History. November 2012,. 24 (no. 3): 540–580.
4. 1 2  Archer, William. . ProQuest Dissertations and Theses. : 6.
5. ↑  Archer, William. . ProQuest Dissertations and Theses. : 434.
6. ↑  Archer, William. . ProQuest Dissertations and Theses. : 14.
7. ↑  Archer, William. . ProQuest Dissertations and Theses. : 17.
8. 1 2  Severy-Hoven, Beth. . Gender & History. November 2012,. 24 (no. 3): 544.
9. ↑  . Khan Academy.   [2017-11-21]. （原始内容存档于2021-10-28） （英语）.
10. ↑  Archer, William Carthon. . University of Virginia, ProQuest Dissertations Publishing. 1981: 395.
11. ↑  Archer, William. . ProQuest Dissertations and Theses. 1981: 394.
12. ↑  Severy-Hoven, Beth. . Gender & History. November 2012,. 24 (no. 3): 554.

## 延伸閱讀
- R. Etienne, Pompeii. The Day a City Died (London 1986; 3rd ed. 1994)
- R. Laurence, Roman Pompeii: Space and Society  (London, 1994)
- A. Wallace-Hadrill, Houses and Society in Pompeii and Herculaneum (Princeton, 1994)
- Beth Severy-Hoven, 'Master Narratives and the Wall Painting of the House of the Vettii, Pompeii', Gender and History 2012, vol. 24 (3) 540-80
- Rowland, Ingrid D. (2014). From Pompeii : The Afterlife of a Roman Town. Cambridge, Massachusetts: Harvard University Press.